# Valun
Valun je zaliv in istoimensko naselje na otoku Cresu (Hrvaška), ki upravno spada pod mesto Cres; le-ta pa v Primorsko-goransko županijo.
Valun je manjši ribiški zaselek na dnu širokega Valunskega zaliva. Nedaleč stran od obale je postavljena župnijska cerkev. Na steni zakristije je vzidana kamnita plošča, tako imenovana Valunska plošča, ki je eden najstarejših glagoljaških zapisov na Hrvaškem.
Dostop: do Valuna je mogoč po cesti (iz Cresa je 15 km) ali pa po morju (iz Cresa 4,5 Nm).

## Demografija
| Pregled števila prebivalcev po letih | Pregled števila prebivalcev po letih | Pregled števila prebivalcev po letih | Pregled števila prebivalcev po letih | Pregled števila prebivalcev po letih | Pregled števila prebivalcev po letih | Pregled števila prebivalcev po letih | Pregled števila prebivalcev po letih | Pregled števila prebivalcev po letih | Pregled števila prebivalcev po letih | Pregled števila prebivalcev po letih | Pregled števila prebivalcev po letih | Pregled števila prebivalcev po letih | Pregled števila prebivalcev po letih | Pregled števila prebivalcev po letih |
| ------------------------------------ | ------------------------------------ | ------------------------------------ | ------------------------------------ | ------------------------------------ | ------------------------------------ | ------------------------------------ | ------------------------------------ | ------------------------------------ | ------------------------------------ | ------------------------------------ | ------------------------------------ | ------------------------------------ | ------------------------------------ | ------------------------------------ |
| 1857                                 | 1869                                 | 1880                                 | 1890                                 | 1900                                 | 1910                                 | 1921                                 | 1931                                 | 1948                                 | 1953                                 | 1961                                 | 1971                                 | 1981                                 | 1991                                 | 2001                                 |
| 189                                  | 190                                  | 262                                  | 264                                  | 258                                  | 266                                  | 286                                  | 240                                  | 231                                  | 173                                  | 126                                  | 81                                   | 63                                   | 68                                   | 62                                   |